# 1647
Реформація •  Епоха великих географічних відкриттів •  Ганза •  Нідерландська революція •  Річ Посполита •  Запорозька Січ

## Геополітична ситуація
Османську імперію очолює Ібрагім I (до 1648). Під владою османського султана перебувають Близький Схід та Єгипет, Середземноморське узбережжя Північної Африки, частина Закавказзя, значні території в Європі: Греція, Болгарія та Сербія. Васалами османів є Волощина та Молдова.
Священна Римська імперія — наймогутніша держава Європи. Її територія охоплює, крім німецьких земель, Угорщину з Хорватією, Богемію, Північну Італію. Її імператором є Фердинанд III з родини Габсбургів (до 1657). На території імперії триває Тридцятирічна війна. Королем Богемії та Угорщини є Фердинанд IV Габсбург.
Габсбург Філіпп IV Великий є королем Іспанії (до 1665) та Португалії. Йому належать Іспанські Нідерланди, південь Італії, Нова Іспанія, Нова Гранада та Нова Кастилія в Америці, Філіппіни. Королем Португалії проголошено Жуана IV, хоча Іспанія це проголошення не визнає. Португалія має володіння в Бразилії, Африці, Індії, на Цейлоні, в Індійському океані й Індонезії.
Північ Нідерландів займає Республіка Об'єднаних провінцій. Король Франції — Людовик XIV (до 1715). В Англії триває Англійська громадянська війна. Королем формально залишається Карл I. Король Данії та Норвегії — Кристіан IV Данський (до 1648), королева Швеції — Христина I (до 1654). На Апеннінському півострові незалежні Венеційська республіка та Папська область.
Королем Речі Посполитої, якій належать українські землі, є Владислав IV Ваза (до 1648). На півдні України існує Запорозька Січ.
Царем Московії є Олексій Михайлович (до 1676). Існують Кримське ханство, Ногайська орда.
В Ірані правлять Сефевіди. Значними державами Індостану є Імперія Великих Моголів, Біджапурський султанат, султанат Голконда, Віджаянагара. Владу в Китаї захопила Династія Цін. У Японії триває період Едо.

## Події
- Англійська громадянська війна:

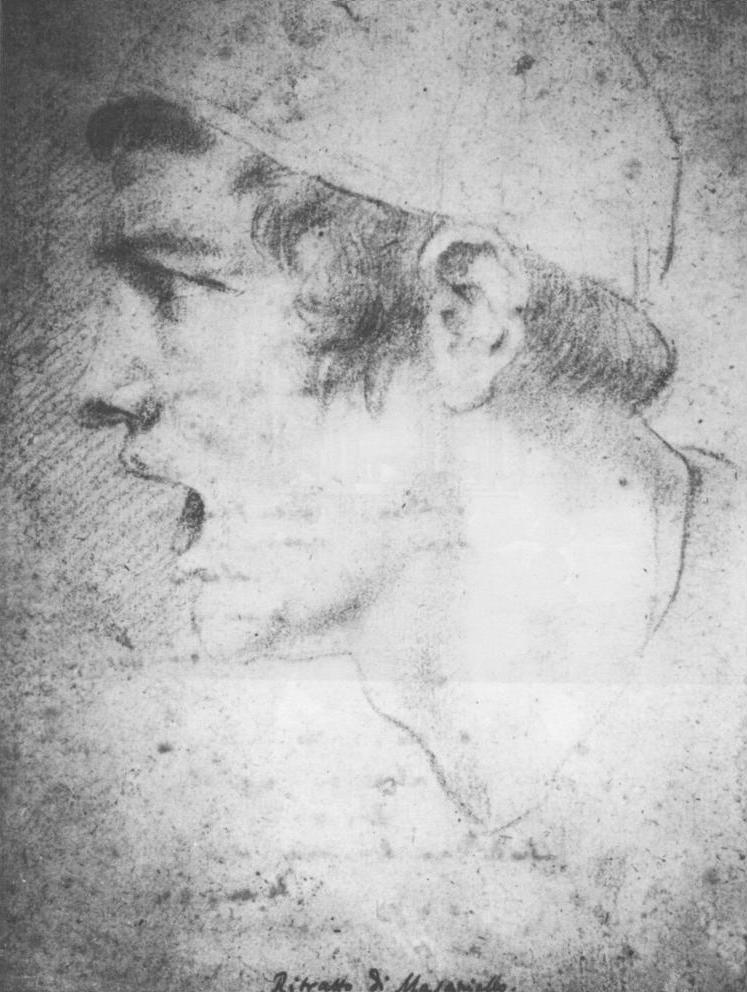
Мазаньєлло

  - 23 січня шотландський аристократ Арибальд Кемпбелл, глава пресвітеріанської опозиції, видав англійському парламенту за 400 тисяч фунтів англійського короля Карла I, що втік в 1646 році до Шотландії.
  - Армія парламенту придушила повстання конфедератів в Ірландії.
  - 28 грудня король Карл I пообіцяв парламенту провести церковну реформу.
- Тридцятирічна війна:
  - 14 березня Баварія, Кельн, Франція та Швеція підписали в Ульмі перемир'я.
  - У вересні Максиміліан I Баварський уклав угоду з імператором Фердинандом III і розірвав перемир'я зі шведами.
- Триває Вісімдесятирічна війна та війна між Францією та Іспанією.
- Фердинанда IV Габсбурга короновано королем Угорщини.
- Іспанія оголосила банкрутство.
- Неаполь збунтував проти іспанського правління. Повстання очолив Мазаньєлло. Проголошено Неаполітанську республіку.
- Іспанський флот завдав поразки нідерландському в морській битві в Манільській бухті.
- Іспанці евакуювали через епідемію гарнізон з острова Сен-Мартін. Згодом острів зайняли французькі та нідерландські переселенці.
- У китайській провінції Фуцзянь заборонено християнство через ворожнечу між єзуїтами, які підтримували китайські традиційні ритуали, та домініканцями й францисканцями, які були проти.

## Померли
Див. також Категорія:Померли 1647
- 11 січня — у віці 51 року помер Петро Могила, український церковний і культурний діяч, богослов